# یرماکوفکا
یرماکوفکا (به لاتین: Yermakovka) یک منطقهٔ مسکونی در روسیه است که در سرزمین آلتای واقع شده‌است.